# Shahram Goudarzi
Shahram Goudarzi (tiếng Ba Tư: شهرام گودرزی, sinh ngày 4 tháng 4 năm 1987)là một cầu thủ bóng đá người Iran.
Hiện tại anh thi đấu cho Pars Jonoubi ở Persian Gulf Pro League.

## Sự nghiệp câu lạc bộ
Anh được trinh sát bởi Bargh Shiraz và thi đấu cho họ từ 2005 đến 2008. Vào tháng 6 năm 2008 anh gia nhập kình địch Fajr Sepasi.

### Thống kê sự nghiệp câu lạc bộ
Cập nhật gần đây nhất  17 tháng 8 năm 2012 
| Thành tích câu lạc bộ | Thành tích câu lạc bộ | Thành tích câu lạc bộ | Giải vô địch | Giải vô địch | Cúp       | Cúp       | Châu lục | Châu lục  | Tổng cộng | Tổng cộng |
| Mùa giải              | Câu lạc bộ            | Giải vô địch          | Số trận      | Bàn thắng    | Số trận   | Bàn thắng | Số trận  | Bàn thắng | Số trận   | Bàn thắng |
| Iran                  | Iran                  | Iran                  | Giải vô địch | Giải vô địch | Cúp Hazfi | Cúp Hazfi | Châu Á   | Châu Á    | Tổng cộng | Tổng cộng |
| --------------------- | --------------------- | --------------------- | ------------ | ------------ | --------- | --------- | -------- | --------- | --------- | --------- |
| 2005–06               | Bargh                 | Pro League            | 2            | 0            |           |           | -        | -         |           |           |
| 2006–07               | Bargh                 | Pro League            | 22           | 3            |           |           | -        | -         |           |           |
| 2007–08               | Bargh                 | Pro League            | 29           | 4            | 2         | 1         | -        | -         | 31        | 5         |
| 2008–09               | Moghavemat            | Pro League            | 29           | 5            |           | 0         | -        | -         |           | 5         |
| 2009–10               | Moghavemat            | Pro League            | 32           | 4            |           | 0         | -        | -         |           | 4         |
| 2010–11               | Shahrdari Tabriz      | Pro League            | 28           | 3            |           |           | -        | -         |           |           |
| 2011–12               | Shahrdari Tabriz      | Pro League            | 27           | 1            |           |           | -        | -         |           |           |
| 2012–13               | Mes Kerman            | Pro League            | 23           | 2            | 0         | 0         | -        | -         | 23        | 2         |
| 2013–14               | Mes Kerman            | Pro League            | 15           | 2            | 0         | 0         | -        | -         | 15        | 2         |
| 2014–15               | Fajr Sepasi           | Hạng đấu 1            | 20           | 8            | 0         | 0         | -        | -         | 20        | 8         |
| 2015–16               | Gostaresh             | Pro League            | 11           | 2            | 0         | 0         | -        | -         | 11        | 2         |
| Tổng cộng sự nghiệp   | Tổng cộng sự nghiệp   | Tổng cộng sự nghiệp   | 238          | 34           |           |           | 0        | 0         |           |           |

- Kiến tạo

| Mùa giải | Đội bóng         | Kiến tạo |
| -------- | ---------------- | -------- |
| 06–07    | Bargh            | 1        |
| 07–08    | Bargh            | 3        |
| 09–10    | Moghavemat       | 3        |
| 10–11    | Shahrdari Tabriz | 0        |

## Sự nghiệp quốc tế
Anh là thành viên của Đội tuyển bóng đá U-23 quốc gia Iran.
Anh cũng thi đấu cho Đội tuyển bóng đá U-20 quốc gia Iran ở Giải vô địch bóng đá trẻ châu Á 2006, mở tỉ số cho trận mở màn và Iran giành chiến thắng 3-0.